# Compsidolon
Compsidolon is een geslacht van wantsen uit de familie blindwantsen. Het geslacht werd voor het eerst wetenschappelijk beschreven door Odo Reuter in 1899.

## Soorten
- Compsidolon nathaliae  (Josifov, 1974)
- Compsidolon hippophaes Muminov, 1979
- Compsidolon russatum  (Odhiambo, 1960)
- Compsidolon pumilum Jakovlev, 1876
- Compsidolon longiceps  (Reuter, 1904)
- Compsidolon elegantulum Reuter, 1899
- Compsidolon pseudocrotchi Wagner, 1965
- Compsidolon hiemale Konstantinov, 2006
- Compsidolon nanno Linnavuori, 1971
- Compsidolon kerzhneri Kulik, 1973
- Compsidolon ishmedagan Linnavuori, 1984
- Compsidolon qoshanum Linnavuori, 1984
- Compsidolon sabulicola Linnavuori, 1984
- Compsidolon verbenae  (Wagner, 1954)
- Compsidolon galbanus Gyllensvard, 1968
- Compsidolon elegentulum Reuter, 1900
- Compsidolon robustum Linnavuori, 1986
- Compsidolon bipunctatum Wagner, 1975
- Compsidolon alatavicum  (Kerzhner, 1962)
- Compsidolon reraiense  (Lindberg, 1940)
- Compsidolon saundersi  (Reuter, 1901)
- Compsidolon isis Linnavuori, 1993

- Compsidolon bicolor  (Reuter, 1883)
- Compsidolon surdum Linnavuori, 1975
- Compsidolon salviae  (Linnavuori, 1961)
- Compsidolon pterocephali  (Lindberg, 1948)
- Compsidolon cyticellum  (Lindberg, 1953)
- Compsidolon collare Wagner, 1976
- Compsidolon acuticeps  (Wagner, 1961)
- Compsidolon freyi  (Wagner, 1954)
- Compsidolon balachowskyi  (Wagner, 1958)
- Compsidolon minutum Wagner, 1970
- Compsidolon alibeganum Linnavuori, 1984
- Compsidolon crotchi (Scott, 1870)
- Compsidolon punctulatum Qi & Nonnaizab, 1995
- Compsidolon absinthii Scott, 1870
- Compsidolon saxosum V. Putshkov, 1975
- Compsidolon salicellum (Herrich-Schaeffer, 1841)
- Compsidolon eckerleini Wagner, 1970
- Compsidolon parietariae V. Putshkov, 1984
- Compsidolon alcmene Linnavuori, 1971
- Compsidolon shrenkianum Konstantinov, Vinokurov, 2011
- Compsidolon parviceps Wagner, 1954 (Wagner, 1954)
- Compsidolon hierroense Wagner, 1954 (Wagner, 1954)